# Хубер, Херберт
Хе́рберт Ху́бер (нем. Herbert Huber; 4 декабря 1944, Кицбюэль — 15 июля 1970, там же) — австрийский горнолыжник, специалист по слалому и гигантскому слалому. Выступал за сборную Австрии по горнолыжному спорту во второй половине 1960-х годов, серебряный призёр зимних Олимпийских игр в Гренобле, обладатель серебряной медали мирового первенства, победитель трёх этапов Кубка мира, двукратный чемпион австрийского национального первенства.

## Биография
Херберт Хубер родился 4 декабря 1944 года в горнолыжном городе-курорте Кицбюэле федеральной земли Тироль, Австрия. Проходил подготовку в местном одноимённом лыжном клубе «Кицбюэль».
Первого серьёзного успеха на международном уровне добился в 1965 году, когда вошёл в основной состав австрийской национальной сборной и одержал победу на соревнованиях в Ливане. Год спустя на чемпионате Австрии занял первое место в слаломе и стал вторым в комбинации. Побывал на чемпионате мира в Портильо, но первую же попытку в программе слалома провалил, не сумев финишировать.
С появлением в 1967 году Кубка мира по горнолыжному спорту Хубер сразу начал принимать в нём активное участие, в частности выступил на самом первом этапе в немецком Берхтесгадене, где был восьмым в слаломе и закрыл десятку сильнейших гигантского слалома. Через некоторое время впервые поднялся на подиум Кубка мира, выиграв бронзовую медаль в слаломе не этапе в американской Франконии. Чуть позже на другом американском этапе одержал победу.
В 1968 году вновь стал чемпионом Австрии и благодаря череде удачных выступлений удостоился права защищать честь страны на зимних Олимпийских играх 1968 года в Гренобле — по сумме двух попыток показал в слаломе третье время, но в связи с дисквалификацией своего соотечественника Карла Шранца переместился на вторую строку итогового протокола и завоевал тем самым серебряную олимпийскую медаль, пропустив вперёд только титулованного француза Жан-Клода Килли, который выиграл здесь все три горнолыжные дисциплины.
После гренобльской Олимпиады Херберт Хубер остался в составе главной горнолыжной команды Австрии и продолжил принимать участие в крупнейших международных соревнованиях. Так, в течение двух последующих лет он ещё несколько раз оказывался на пьедестале почёта Кубка мира, в том числе выиграл два этапа в гигантском слаломе. Тем не менее, в феврале 1970 года он с большим трудом преодолел квалификацию перед этапом Кубка мира в итальянской Валь-Гардене, отобравшись на соревнования только за счёт выбывшего представителя «экзотической» в горнолыжном спорте страны Румынии. Это неудачное выступление серьёзно сказалось на нём, он находился в замешательстве, был пристыжен и на этом фоне принял решение завершить спортивную карьеру, отказавшись от участия в предстоящем этапе (в итоге на старт вышли только трое австрийских лыжников вместо четырёх).
Покинув расположение сборной, Хубер работал банщиком в Кицбюэле и, как впоследствии выяснилось, страдал от сильной депрессии. Летом того же 1970 года у него на работе произошёл несчастный случай — захлебнулся и умер один из приехавших сюда туристов. И хотя Хубер не имел отношения к этому случаю и не был виновен в произошедшем, он воспринял это близко к сердцу и сильно переживал, а 15 июля у себя дома покончил жизнь самоубийством.